# 阿科班巴區 (塔爾馬省)

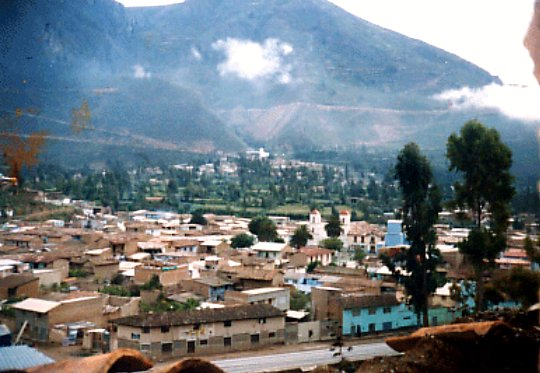

阿科班巴區（西班牙語：Distrito de Acobamba），是秘魯的一個區，位於該國中部胡寧大區的塔爾馬省，始建於1857年1月2日，面積97.84平方公里，海拔高度2,940米，2005年人口10,678，人口密度每平方公里110人。